# Mackenzie Little
Mackenzie Little (ur. 22 grudnia 1996 w Rochester) – australijska lekkoatletka specjalizująca się w rzucie oszczepem.
W 2013 roku wywalczyła złoty medal mistrzostw świata juniorów młodszych. Zajęła 8. miejsce podczas igrzysk olimpijskich w 2020 w Tokio i 5. miejsce podczas mistrzostw świata w 2022 w Eugene. Zdobyła srebrny medal na igrzyskach Wspólnoty Narodów w 2022 w Birmingham oraz brązowy podczas mistrzostw świata w 2023 w Budapeszcie.
Rekord życiowy: 66,27 (20 lipca 2024, Londyn).

## Osiągnięcia
| Rok  | Impreza                               | Miejsce    | Pozycja           | Wynik |
| ---- | ------------------------------------- | ---------- | ----------------- | ----- |
| 2013 | Mistrzostwa świata juniorów młodszych | Donieck    | 1. miejsce        | 61,47 |
| 2017 | Uniwersjada                           | Tajpej     | el. – 16. miejsce | 52,09 |
| 2019 | Uniwersjada                           | Napoli     | 8. miejsce        | 55,37 |
| 2021 | Igrzyska olimpijskie                  | Tokio      | 8. miejsce        | 59,96 |
| 2022 | Mistrzostwa Oceanii                   | Mackay     | 1. miejsce        | 63,18 |
| 2022 | Mistrzostwa świata                    | Eugene     | 5. miejsce        | 63,22 |
| 2022 | Igrzyska Wspólnoty Narodów            | Birmingham | 2. miejsce        | 64,27 |
| 2023 | Mistrzostwa świata                    | Budapeszt  | 3. miejsce        | 63,38 |
| 2024 | Igrzyska olimpijskie                  | Paryż      | 12. miejsce       | 60,32 |